# Dernière étape du Tour de France
Cet article court présente un sujet plus développé dans : liste des étapes du Tour de France arrivant au Parc des Princes, étape du Tour de France de la Cipale et étape des Champs-Élysées du Tour de France.
La dernière étape du Tour de France conclut la course cycliste par étapes du Tour de France. Elle se termine toujours à Paris, à l'exception des deux premières éditions (1903 et 1904) et de la cent-onzième en 2024. Au fil des années, le dispositif est modifié,.

## 1903-1904
En 1903 et 1904, l'arrivée est jugée à Ville d'Avray.

## 1906-1967
De 1906 à 1967, le Tour arrive au Parc des Princes dans le 16e arrondissement de Paris.

## 1968-1974
De 1968 à 1974, l'arrivée est fixée au vélodrome de la  Cipale (le vélodrome de Vincennes aujourd'hui nommé Vélodrome Jacques-Anquetil) dans le 12e arrondissement de Paris.

## Depuis 1975

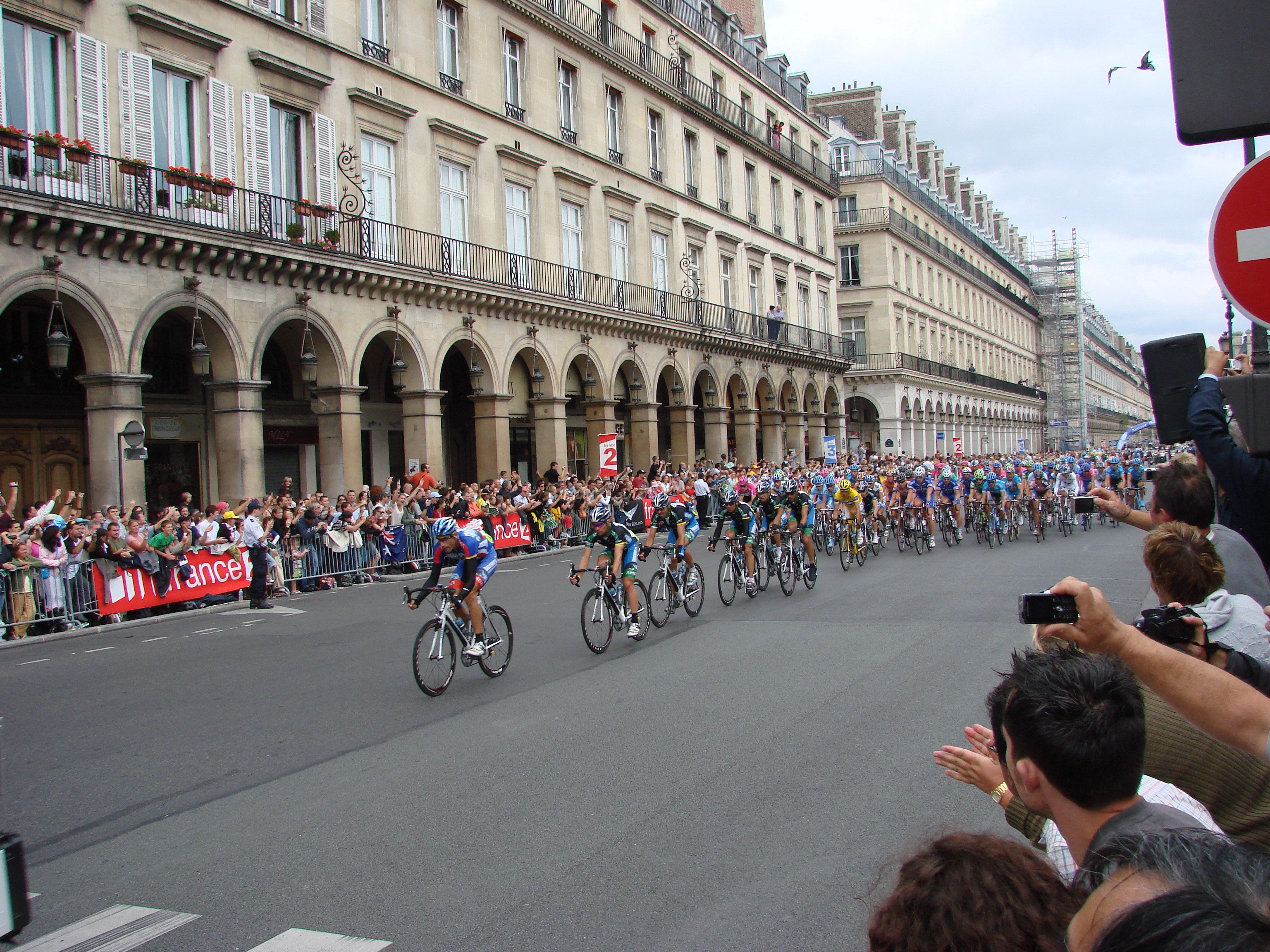
L'arrivée du Tour de France 2007 rue de Rivoli à Paris.

Depuis 1975, la grande arrivée a lieu sur l'avenue des Champs-Élysées dans le 8e arrondissement de Paris ; à l'exception de 2024 où le Tour se termine à Nice sur la place Masséna en raison des Jeux olympiques d'été qui débutent cinq jours plus tard à Paris.
En 2025, l'étape emprunte pour la première fois un itinéraire sur la butte Montmartre dans le 18e arrondissement de Paris avant l'arrivée sur l'avenue des Champs-Élysées.